# Jürgen Karg
Jürgen Karg (* 1942) ist ein deutscher Musiker (Kontrabass, Synthesizer, Komposition) und Klangkünstler.

## Wirken
Karg, der an der Hochschule für Musik Saar und der Hochschule für Musik und Tanz Köln Musik studierte, war 1964 bis 1967 Solobassist mit Lehrauftrag am Stadttheater Saarbrücken, lernte bei einem Jazzwettbewerb in Wien Wolfgang Dauner kennen, und wechselte dann 1968 in eine Stellung als Orchestermusiker beim Süddeutschen Rundfunk in Stuttgart. Zwischen 1967 und 1969 spielte er gelegentlich als Bassist in der Gruppe von Wolfgang Dauner, mit der er drei Alben aufnahm. 1969 kam es zu Improvisationen mit Walter Malli und Anestis Logothetis in Wien. In den 1970er Jahren beschäftigte er sich sehr intensiv mit den Klangmöglichkeiten der Synthesizer in einem eigenen Studio. 1978 veröffentlichte er auf dem Label Mood Records das Album Elektronische Mythen. Ab 1980 beschäftigte er sich mit stereoskopischer Fotografie. 1984/85 präsentierte Karg im Künstlerhaus Stuttgart seine 3D-Show Stereophonie-Stereoskopie.

## Diskographische Hinweise
- Wolfgang Dauner Free Action (MPS 1967, mit Jean-Luc Ponty, Gerd Dudek, Eberhard Weber, Mani Neumeier, Fred Braceful)
- Wolfgang Dauner / Eberhard Weber / Jürgen Karg / Fred Braceful (Calig 1969)
- Fred Van Hove / Wolfgang Dauner: Requiem for Che Guevara / Psalmus Spei (MPS 1970; nur auf der Plattenseite mit Psalmus Spei)
- Elektronische Mythen (Mood Records 1978, rec. 1972–1977)[3][4]